# شبکه بی‌سیم

نماد بی‌سیم

یک شبکهٔ بی‌سیم یک شبکهٔ رایانه‌ای است که ارتباط بین نقاط (اجزاء) شبکه به روش بی‌سیم برقرار می‌شود و داده‌ها منتقل می‌شوند.
بااینکه به نظر می‌رسد که از نظر فنی عبارت شبکهٔ بی‌سیم برای اشاره به هر نوع شبکه‌ای که بی‌سیم باشد بکار می‌رود، این اصطلاح بیشتر برای اشاره به شبکه ارتباطی بکار می‌رود که در آن گره‌ها بدون استفاده از سیم به یکدیگر متصل می‌شوند؛ برای نمونه یک شبکه رایانه‌ای که نوعی از شبکه‌های ارتباطی است.
شبکه‌های ارتباطی بی‌سیم عموماً به‌وسیله یکی از انواع سیستم‌های انتقال اطلاعات به دوردست پیاده‌سازی می‌شوند، که از امواج الکترومغناطیس استفاده می‌کنند، مانند استفاده از امواج رادیویی به‌عنوان حامل. این پیاده‌سازی معمولاً در لایه فیزیکی از مدل مرجع OSI انجام می‌شود.
نمونه‌هایی از شبکه‌های بی‌سیم عبارتند از: تلفن همراه، شبکه‌های محلی بی‌سیم (Wlan)، شبکه‌های حسگر بی‌سیم، شبکه‌های ماهواره‌ای، شبکه‌های ارتباطی مایکروویو.

## تاریخچه
اولین شبکه‌های حرفه‌ای تحت نام تجاری ALOHAnet در سال ۱۹۶۹ در دانشگاه هاوایی عملیاتی شد و در ماه ژوئن سال ۱۹۷۱. اولین شبکه‌های تجاری بی‌سیم بود. WaveLAN از خانواده محصول توسعه یافته شده توسط ان‌سی‌آر در سال ۱۹۸۶ است.
- ۱۹۹۱ 2G شبکه تلفن همراه
- ژوئن ۱۹۹۷ ۸۰۲٫۱۱ «وای فای» پروتکل انتشار اولین
- 1999 803.11 VoIP یکپارچه سازی

## لینک‌های بی‌سیم

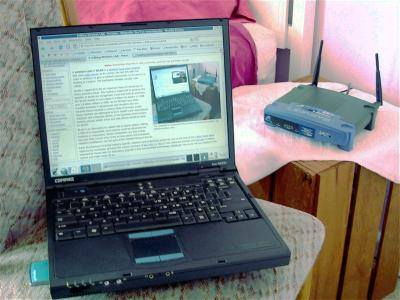
کامپیوتر اغلب متصل به شبکه با استفاده از لینک بی‌سیم به عنوان مثال Wlan

- مایکروویو زمینی –با استفاده از مایکروویو زمینی ارتباط از زمین-بر اساس فرستنده و گیرنده شبیه بشقاب‌های ماهواره‌ای برقرار می‌شود. ریز موج‌های زمینی در پایین گیگاهرتز محدود است که محدودیت تمام ارتباطات به خط دید است. ایستگاه‌های رله در حال فاصله حدود ۴۸ کیلومتر (۳۰ مایل) از هم جدا هستند.
- ارتباطات ماهواره‌ها – ماهواره‌های برقراری ارتباط از طریق امواج مایکروویو امواج رادیویی است که توسط جو زمین منحرف شده. این ماهواره‌های مستقر در فضا به‌طور معمول در مدار زمین‌آهنگ ۳۵٬۴۰۰ کیلومتر (۲۲٬۰۰۰ مایل) بالاتر از خط استوا است. این زمین در مدار سیستم قادر به دریافت و رله صدا و داده‌ها و سیگنال‌های تلویزیون می‌باشد.
- تلفن همراه و رایانه‌های شخصی در سیستم‌ها از چندین ارتباطات رادیویی از فناوری‌های استفاده شده است. سیستم تقسیم منطقه تحت پوشش به مناطق جغرافیایی. هر منطقه دارای یک‌کم قدرت فرستنده یا رادیو رله آنتن دستگاه برای انتقال تماس از یک منطقه به منطقه بعدی است.
- رادیو و گسترش طیف فناوری – بی‌سیم شبکه‌های محلی با استفاده از یک فرکانس رادیویی تکنولوژی شبیه به دیجیتال تلفن همراه و یک‌کم فرکانس رادیویی فناوری است. بی‌سیم شبکه‌های محلی با استفاده از گسترش فناوری طیف برای فعال کردن ارتباط بین دستگاه‌های متعدد در یک منطقه محدود است. آی‌تریپل‌ئی ۸۰۲٫۱۱ تعریف مشترک از-استانداردهای بی‌سیم رادیو-موج تکنولوژی شناخته شده به عنوان وای فای نام برده می‌شود.
- مخابرات نوری در فضای آزاد: استفاده از نور مرئی برای برقراری ارتباطات است. در اکثر موارد از line-of-sight انتشار استفاده می‌شود که محدودیت‌های فیزیکی از جمله موقعیت برقراری ارتباط دستگاه می‌توان نام برد.

## شبکه نسل آتی NGN
NGN سرنام عبارت Next Generation Network یا نسل آتی شبکه می‌باشد. چالش‌های جدید در شبکه‌های کامپیوتری راه کارهای جدیدی را می‌طلبد تا کاربران و شرکت‌ها بتوانند از سرویس‌ها و نرم‌افزارهای امروزی بهره ببرند.

### خصوصیات اصلی NGN عبارتند از
- جدا کردن لایه‌های انتقال، کنترل، سرویس و دسترسی از یکدیگر.
- قابلیت همکاری با لایه های مختلف و شبکه‌های دیگر از طریق اینترفیس‌های باز (Open interface)
- کنترل یکپارچه تکنولوژی‌های مختلف انتقال نظیر ATM, IP, TDM, Frame Relay و…
- استفاده از عناصر استاندارد شبکه نظیر Gateway, Soft Switch و Application Server.

لازم بذکر است ایجاد شبکه NGN برای شبکه‌های مختلف دارای راهکار ثابتی نمی‌باشد و برای هر شبکه متناسب با ساختار آن شبکه، نیاز به پیاده‌سازی یک روش یا تلفیق چند روش است.

### دلایل پیاده‌سازی NGN
- کاهش مشکلات شبکه به دلیل امکان مدیریت متمرکز
- افزایش تصاعدی ترافیک دیتا نسبت به صوت
- عدم یکپارچگی شبکه
- مدیریت شبکه
- اتمام ظرفیت شبکه موجود
- افزایش سوددهی شرکتها
- پیاده‌سازی پروتکل‌های استاندارد
- افزایش پهنای باند و ارائه سرویس‌های سریعتر
- رشدکلان انتقال اطلاعات(Data) نسبت به صوت و افزایش چشمگیر مشترکین اینترنت پرسرعت

## شبکه محلی بی‌سیم (Wireless LAN)
تکنولوژی شبکه‌های بی‌سیم، با استفاده از انتقال داده‌ها توسط اموج رادیویی، در ساده‌ترین صورت، به تجهیزات سخت‌افزاری امکان می‌دهد تا بدون‌استفاده از بسترهای فیزیکی همچون سیم و کابل، با یکدیگر ارتباط برقرار کنند. شبکه‌های بی‌سیم بازهٔ وسیعی از کاربردها، از ساختارهای پیچیده‌ای چون شبکه‌های بی‌سیم سلولی -که اغلب برای تلفن‌های همراه استفاده می‌شود- و شبکه‌های محلی بی‌سیم (WLAN – Wireless LAN) گرفته تا انوع ساده‌ای چون هدفون‌های بی‌سیم، را شامل می‌شوند. از سوی دیگر با احتساب امواجی همچون مادون قرمز، تمامی تجهیزاتی که از امواج مادون قرمز نیز استفاده می‌کنند، مانند صفحه کلیدها، ماوس‌ها و برخی از گوشی‌های همراه، در این دسته‌بندی جای می‌گیرند. طبیعی‌ترین مزیت استفاده از این شبکه‌ها عدم نیاز به ساختار فیزیکی و امکان نقل و انتقال تجهیزات متصل به این‌گونه شبکه‌ها و هم‌چنین امکان ایجاد تغییر در ساختار مجازی آن‌هاست. از نظر ابعاد ساختاری، شبکه‌های بی‌سیم به سه دسته تقسیم می‌گردند: WWAN, WLAN و WPAN.
مقصود از WWAN، که مخفف Wireless WAN است، شبکه‌هایی با پوشش بی‌سیم بالاست. نمونه‌ای از این شبکه‌ها، ساختار بی‌سیم سلولی مورد استفاده در شبکه‌های تلفن همراه است. WLAN پوششی محدودتر، در حد یک ساختمان یا سازمان، و در ابعاد کوچک یک سالن یا تعدادی اتاق، را فراهم می‌کند. کاربرد شبکه‌های WPAN یا Wireless Personal Area Network برای موارد خانگی است. ارتباطاتی چون Bluetooth و مادون قرمز در این دسته قرار می‌گیرند.
شبکه‌های WPAN از سوی دیگر در دستهٔ شبکه‌های Ad Hoc نیز قرار می‌گیرند. تفاوت میان شبکه‌های Ad hoc با شبکه‌های محلی بی‌سیم (WLAN) در ساختار مجازی آن‌هاست. به‌عبارت دیگر، ساختار مجازی شبکه‌های محلی بی‌سیم بر پایهٔ طرحی ایستاست درحالی‌که شبکه‌های Ad hoc از هر نظر پویا هستند.

## سیستم جهانی برای ارتباطات سیار (GSM)
مخابرات سلولی یکی از سریعترین Applicationهای رو به رشد در صنعت ارتباطات است. هر روزه بر تعداد مشترکین این نوع ارتباط در جهان افزوده می‌شود.
تجارت ارتباطات موبایل به سرعت در CEPT (دفاتر پست و مخابرات اروپایی) در حال رشد و توسعه است. CEPT از طریق بازارهای پر قدرت موبایل، توسعه فناوری موبایل را رهبری می‌نماید و همکاری‌های جدیدی در زمینه سیستم‌های استادارد ساز، پیاده‌سازی و اجرای این فناوری‌ها به وجود آورده است.
یکی از مهم‌ترین محصولات این استاندارها که در CEPT شکل گرفته است استاندارد GSM است. این استاندارد سیستم ارتباطات موبایل سلولی دیجیتالی نسل جدید را در CEPT اروپا توسعه داده است. برای اولین با کار استاداردسازی GSM جهت پیاده‌سازی این سیستم در سال ۱۹۹۱ صورت گرفته است.

### ۱. زیر سیستم شبکه
این سیستم شامل تجهیزات و فانکشن‌های مربوط به مکالمات end-to-end، مدیریت مشترکین، Mobility می‌باشد و نیز مانند رابطی میان سیستم GSM و مراکز تلفن ثابت (PSTN) عمل می‌کند.
زیر سیستم شبکه، یک زیر سیستم سوئیچینگ می‌باشد که شامل MSCها، AUC, HLR, VLR و EIR می‌باشد.

### ۲. زیرسیستم رادیویی
شامل تجهیزات و فانکشن‌های مرتبط با مدیریت اتصالات مسیر رادیویی، مانند مدیریت handoverها می‌باشد. این زیر سیستم شامل BTS, BSC و MS است. MS به‌طور قرار دادی در زیر سیستم رادیویی قرار گرفته او همیشه آخرین مسیر یک مکالمه است و از برقراری یک مکالمه، به همراه زیر سیستم شبکه، جهت مدیریت Mobility، محافظت می‌کند.

### ۳. زیرسیستم مرکز نگهداری و پشتیبانی (OMC)
شامل فانکشن‌های نگهداری و پشتیبانی تجهیزات GSM می‌باشد و پشتیبانی رابط اپراتور شبکه را نیز بر عهده دارد. OMC به تمام تجهیزات داخل سیستم سوئیچینگ و BSC متصل می‌شود. OMC در حقیقت فانکشن‌های نظارتی GSM یک کشور را انجام می‌دهد (مانند صورتحساب دادن) و یکی از مهم‌ترین فانکشن‌های آن هم، فانکشن نگهداری HLR یک کشور است.
بسته به اندازه شبکه هر کشور می‌تواند بیشتر از یک OMC داشته باشد. مدیریت سراسری و متمرکز شبکه نیز توسط مرکز مدیریت شبکه (NMC) انجام می‌پذیرد و OMC نیز مسئول مدیریت منطقه‌ای شبکه می‌باشد.

### معماری GSM
سیستم GSM از ترکیب ۳ زیر سیستم اصلی به وجود آمده است:
1. زیر سیستم شبکه
2. زیر سیستم رادیویی
3. زیر سیستم پشتیبانی و نگهداری

در سیستم GSM برای برقراری ارتباطات اپراتورهای شبکه با منابع مختلف و تجهیزات زیر ساختار سلولی، نه تنها رابطی هوایی بلکه چندین رابط اصلی دیگر برای مرتبط کردن قسمت‌های مختلف این سیستم تعریف شده است.
سه رابط مهم در سیستم GSM در زیر آمده است:
رابط A که میان MSC و BSC قرار دارد.
رابط A-bis که میان BSC و BTS قرار دارد.
رابط UM که میان BTS و MS قرار دارد.

## شبکه بی‌سیم Wi-Fi
WiFi روش بی‌سیم برای ایجاد و اداره شبکه است که به آن شبکه‌سازی ۸۰۲٫۱۱ و شبکه‌سازی بی‌سیم نیز گفته می‌شود. بزرگ‌ترین نقطه قوت WiFi، سادگی آسان است. شما می‌توانید کامپیوترهای منزل یا محل کار خود را بدون نیاز به سیم به یکدیگر متصل کنید. کامپیوترهایی که شبکه را تشکلیل می‌دهند می‌توانند تا بیش از ۱۰۰ فوت از هم فاصله داشته باشند.

### تکنولوژی رادیویی WiFi
رادیوهای WiFi که با استانداردهای ۸۰۲٫۱۱b و ۸۰۲٫۱۱g کار می‌کنند در ۲٫۴GHz امواج را ارسال می‌کنند، در صورتی‌که آن‌هایی که از استاندارد ۸۰۲٫۱۱a تبعیت می‌کنند در ۵GHz امواج را ارسال می‌نمایند. Walkie_Talkieهای عادی عموماً در ۴۹MHz کار می‌کنند. فرکانس بالاتر امکان نرخ‌های داده‌ای بالاتر را فراهم می‌کند.
رادیوهای WiFi از تکنیک‌های کدگذاری پیشرفته تری استفاده می‌کنند که بنوبه خود موجب نرخ‌های داده‌ای بالاتری می‌شود. برای ۸۰۲٫۱۱a و ۸۰۲٫۱۱g، تکنیک بکار گرفته شده، orth_ogonal freguency_division multiplexing (OFDM) نام دارد. برای ۸۰۲٫۱۱b این تکنیک با عنوان: Complementary Code Kying(cck) شناخته می‌شود.
رادیوهای بکار رفته در WiFi از قابلیت تغییر فرکانس‌ها برخوردار هستند.

### اضافه کردن WiFi به یک کامپیوتر
یکی از بهترین چیزها در مورد WiFi سادگی آن است. تعداد زیادی از laptopهای جدید با کارت WiFi توکار به بازار عرضه شده‌اند ـ ـ در بسیاری از موارد شما برای شروع کار با WiFi مجبور به انجام هیچ کاری نیستید. همچنین افزودن یک کارت WiFi به یک laptop قدیمی تر یا به یک کامپیوتر رومیزی بسیار ساده است.

### شبکه‌های بی‌سیم

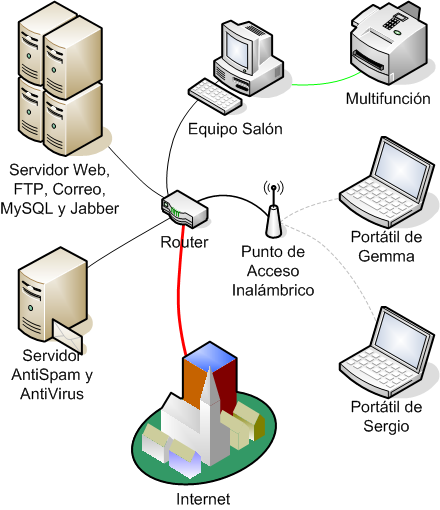
بی‌سیم شبکه‌های محلی اغلب استفاده می‌شود برای اتصال به منابع محلی و اینترنت

شبکه‌های بی‌سیم محلی (WLAN) لینک دو یا چند دستگاه بیش از یک فاصله کوتاه با استفاده از سیم، معمولاً ارائه یک اتصال از طریق یک نقطه دسترسی است برای دسترسی به اینترنت استفاده و توزیع می‌شود. استفاده از spread-spectrum یا OFDM فناوری ممکن است اجازه دهد تا کاربران به حرکت در اطراف یک محل تحت پوشش قرار گیرند و متصل به شبکه باقی می‌ماند.
محصولات با استفاده از استاندارد آی‌تریپل‌ئی ۸۰۲٫۱۱ WLAN استاندارد به بازار عرضه شده. تحت نام تجاری Wi-Fi است. تکنولوژی بی‌سیم
ثابت بی پیاده‌سازی نقطه به نقطه ارتباط بین کامپیوتر یا شبکه در دو مکان دور است که اغلب با استفاده از مایکروویو اختصاصی یا نور لیزر پرتوهای بیش از مسیرهای خط دید که اغلب در شهرستان‌ها به شبکه اتصال دو یا بیشتر ساختمان‌ها بدون نصب سیمی لینک‌اند. استفاده می‌شود.

### شبکه‌های بی‌سیمad hoc
شبکه بی‌سیم‌های ad hoc شناخته شده‌اند به عنوان یک شبکه بی‌سیم مش یا شبکه اد هاک متحرک (MANET) و شبکه‌های بی‌سیم ساخته شده از رادیو گره‌های که در یک توپولوژی مش به‌طور سازمان یافته است. هر گره به جلو پیامی از طرف دیگر گره ارسال می‌کند و هر گره مسیریابی می‌کند. شبکه‌های Ad hoc می‌تواند «خود زخم التیام یابد» به‌طور خودکار دوباره مسیر یابی در اطراف یک گره است که قدرت را از دست داده است. شبکه‌های مختلف لایه پروتکل‌های مورد نیاز برای تحقق بخشیدن به ad hoc شبکه‌های تلفن همراه مانند فاصله توالی فاصله بردار مسیریابی Associativity مبتنی بر مسیریابی‌های Ad hoc on-demand Distance Vector routingو مسیریابی منبع پویا.

### MAN بی‌سیم
Wireless metropolitan area networks یک نوع از شبکه‌های بی‌سیم است که متصل به چندین wireless LANs است.

### WAN بی‌سیم
Wireless wide area networks شبکه‌هایی هستند که بی‌سیم است که به‌طور معمول پوشش مناطق بزرگ مانند بین همسایه شهرها و شهرستان‌ها یا شهر و حومه است. این شبکه را می‌توان برای اتصال شعبه‌ای از کسب و کار یا به عنوان یک مکان دسترسی به سیستم اینترنت مورد استفاده قرار داد. بی‌سیم ارتباط بین نقاط دسترسی معمولاً نقطه به نقطه مایکروفر لینک با استفاده از سهموی ظروف در 2.4 GHz band به جای چندوجهی آنتن با استفاده از شبکه‌های کوچکتر است. یک سیستم معمولی شامل یک ایستگاه پایه دروازه نقاط دسترسی بی‌سیم و پل رله است. تنظیمات دیگر در حال مش سیستم‌های است که در آن هر نقطه دسترسی به عنوان یک رله محسوب است، و هنگامی که در ترکیب با سیستم‌های انرژی تجدید پذیر مانند پانل‌های خورشیدی فتوولتائیک یا وزش.

### شبکه تلفن همراه

به عنوان مثال از استفاده مجدد از فرکانس عامل یا الگوی ۱/۴

یک شبکه تلفن همراه یک شبکه رادیویی است که که مانند یک سلول به سایر مناطق خدمات می‌دهد فرستنده و گیرندهشناخته شده به عنوان یک همراه سایت یا ایستگاه پایه. در یک شبکه تلفن همراه هر سلول مشخص با استفاده از مجموعه‌ای متفاوت از فرکانس‌های رادیویی از تمام سلول‌های همسایه برای جلوگیری از هر گونه تداخل استفاده می‌کند.
با هم پیوست این سلول‌ها ارائه پوشش رادیویی بیش از یک منطقه جغرافیایی گسترده است. این را قادر می‌سازد تعداد زیادی از فرستنده قابل حمل و گیرنده (به عنوان مثال تلفن همراه پیجر، و غیره) برای برقراری ارتباط با یکدیگر و با فرستنده و گیرنده‌ای ثابت مانند تلفن در هر نقطه در شبکه از طریق ایستگاه‌های پایه حتی اگر برخی از فرستنده و گیرنده در حال حرکت را از طریق بیش از یک سلول در طول انتقال ارتباط برقرار کند.
اگر چه در اصل در نظر گرفته شده برای تلفن‌های همراه با توسعه گوشیهای تلفن همراه و شبکه‌های به‌طور معمول انجام داده شده‌اما علاوه بر مکالمات تلفنی:
- سیستم جهانی برای ارتباطات تلفن همراه (GSM): شبکه GSM شبکه‌ای است که به سه سیستم اصلی تقسیم می‌شود :ایستگاه تعویض سیستم و پایه و سیستم عملیات و پشتیبانی سیستم. تلفن همراه متصل به پایه سیستم ایستگاه که پس از آن متصل به عملیات و پشتیبانی ایستگاه است؛ سپس آن را متصل به تعویض ایستگاه که در آن تماس منتقل می‌شود. برای اکثر تلفن‌های همراه GSM شایع‌ترین استاندارد استفاده شده است.[۲]
- D-AMPS: خدمات پیشرفته دیجیتال تلفن همراه است که با یک نسخه به روزرسانی از آمپر است که مرحله به مرحله با توجه به پیشرفت در تکنولوژی است. جدیدتر شبکه‌های GSM در حال جایگزینی سیستم‌های قدیمی تر است.

### شبکه جهانی
یک global area network (گان) است که به عنوان یک شبکه برای حمایت از موبایل استفاده می‌شود تعداد wireless LANs, ماهواره، مناطق تحت پوشش، چالش کلیدی در ارتباطات تلفن همراه است که توزیع کردن ارتباطات کاربر از یک منطقه محلی که تحت پوشش قرار دارد. در IEEE پروژه ۸۰۲ این شامل یک توالی از زمینی شبکه محلی بی‌سیم.

### فضای شبکه
فضای شبکه برای ارتباط بین فضاپیما معمولاً در مجاورت زمین استفاده می‌شود. به عنوان مثالشبکه فضایی ناسا
.

## کاربردهای مختلف
برخی از نمونه‌هایی استفاده شده شامل گوشی‌های تلفن همراه است که بخشی روزمره از شبکه‌های بی‌سیم است که اجازه می‌دهد ارتباط شخصی راحت انجام شود. یکی دیگر از مثال‌های شبکه سیستم‌های بین قاره‌ای است که با استفاده از رادیو ماهواره برای برقراری ارتباط در سراسر جهان است. خدمات اورژانس مانند پلیس، از شبکه‌های بی‌سیم برای برقراری ارتباط به‌طور مؤثر استفاده می‌شود. برای کسب و کار از شبکه‌های بی‌سیم برای ارسال و به اشتراک‌گذاری داده‌ها استفاده می‌شود

## خواص

### عمومی
در یک مفهوم کلی ارائه طیف گسترده‌ای از شبکه‌های بی‌سیم با استفاده از کسب و کار کاربران خانگی است.
"در حال حاضر این که صنعت می‌پذیرد و تعداد انگشت شماری از انواع مختلف فناوری‌های بی سیم. که هر یک از فناوری‌های بی سیم تعریف شده استاندارد است و به توصیف توابع منحصر به فرد در هر دو فیزیکی و از مدل OSI پیوند لایه داده شده است. این استانداردها در آن‌ها متفاوت است سیگنالینگ مشخص روش‌های جغرافیایی است که در دامنه و فرکانس کاربردها، در میان چیزهای دیگر است. این تفاوت‌ها می‌تواند برخی از فناوری‌های مناسب برای شبکه‌های خانگی و دیگران بهتر ومناسبتر به شبکه سازمان‌های بزرگتر است."

### عملکرد
هر استانداردی در محدوده جغرافیایی متفاوت بود و بنابراین ساخت یک استاندارد مناسب تر نسبت به آینده با توجه به آنچه در آن است که یکی در تلاش برای به انجام رساندن با شبکه‌های بی‌سیم است.
عملکرد شبکه‌های بی‌سیم ارضا انواع برنامه‌های کاربردی مانند صوتی و تصویری. استفاده از این تکنولوژی همچنین به اتاق را برای بسط مانند از 2G به 3G و اخیراً 4G تکنولوژی که مخفف نسل چهارم تلفن همراه است ارتباطات تلفن همراه استاندارد است. شبکه‌های بی‌سیم تبدیل به امری عادی شدند و پختگی را افزایش می‌دهند از طریق پیکربندی شبکه سخت‌افزار و نرم‌افزار و ظرفیت بیشتری برای ارسال و دریافت مقادیر بزرگتر از داده‌ها را سریع تر می‌توان به دست آورد.

### فضا
فضا یکی دیگر از ویژگی‌های شبکه‌های بی‌سیم است. شبکه‌های بی‌سیم مزایای بسیاری را ارائه می‌دهند وقتی مشکلی در منطقه‌ای به سیم می‌آید برای برقراری ارتباط مانند در سراسر یک خیابان یا رودخانه یک انبار در سمت دیگر محوطه یا ساختمان‌هایی که از لحاظ فیزیکی از هم جدا شده تلاش می‌شود اما در عمل به عنوان یک. شبکه‌های بی‌سیم اجازه می‌دهد تا به کاربران برای تعیین یک فضای خاصی که این شبکه قادر خواهد بود برای برقراری ارتباط با دستگاه‌های دیگر از طریق این شبکه اقدام نماید.
فضا ی ایجاد شده در خانه نیز به عنوان یک نتیجه از بین بردن clutters از سیم کشی. این تکنولوژی اجازه می‌دهد تا برای یک جایگزین برای نصب فیزیکی شبکه‌های رسانه‌ها مانند TPsبا coaxes رتبهو یا فیبر نوری، که همچنین می‌تواند گران‌قیمت باشد.

### صفحه اصلی
شبرای مالکان فناوری بی‌سیم است که یک گزینه مؤثر در مقایسه با اترنت برای به اشتراک‌گذاری پرینتر، اسکنر و با سرعت بالا اتصال به اینترنت. Wlan کمک به صرفه جویی در هزینه نصب و راه اندازی کابل‌های رسانه‌های صرفه جویی در زمان از نصب و راه اندازی فیزیکی و همچنین ایجاد تحرک برای دستگاه‌های متصل به شبکه است. شبکه‌های بی‌سیم ساده است.

### شبکه‌های بی‌سیم عناصر
از شبکه‌های مخابراتی در لایه فیزیکی و همچنین شامل بسیاری از به هم پیوسته wireline عناصر شبکه (NEs)است. این NEs را می‌توان مستقل از سیستم‌ها یا محصولات که یا عرضه شده توسط یک تولیدکننده یا مونتاژ توسط ارائه دهنده خدمات (کاربری) یا سیستم جامع با قطعات از چند تولیدکنندگان مختلف است.
محصولات بی‌سیم NEs و دستگاه‌های استفاده شده توسط یک حامل‌های بی‌سیم برای ارائه پشتیبانی برای شبکه backhaul به عنوان به خوبی به عنوان یک تلفن همراه تعویض مرکز (کارشناسی ارشد).
Reliable wireless service depends on the network elements at the physical layer to be protected against all operational environments and applications (see GR-3171, Generic Requirements for Network Elements Used in Wireless Networks – Physical Layer Criteria).
آنچه که به ویژه مهم هستند NEs که در برج همراه به ایستگاه پایه (BS) کابینه واقع شده. دلبستگی سخت‌افزار و موقعیت آنتن و مرتبط با تعطیلی و کابل مورد نیاز به اندازه کافی قدرت و استحکام و مقاومت در برابر خوردگی و مقاومت در برابر باد و طوفان شکر و تخم مرغ و دیگر شرایط آب و هوایی. الزامات مورد نیاز برای اجزای فردی مانند سخت‌افزار و کابل و اتصالات و تعطیلی باید به در نظر گرفتن ساختار که به آن متصل هستند توجه شود.

### مشکلات

#### تداخل
در مقایسه با سیستم‌های سیمی و بی‌سیم شبکه‌ها اغلب موضوع تداخل الکترومغناطیسی مطرح است. این می‌تواند ناشی از شبکه‌های دیگر یا انواع دیگر از تجهیزات است که تولید امواج رادیویی است که در داخل یا نزدیک به باندهای برای برقراری ارتباط رادیویی استفاده می‌شود. دخالت می‌توانید تنزل سیگنال یا به علت سیستم به شکست منجر شود.

#### جذب و انعکاس
در حقیقت امواج الکترو مغناطیس از حرکت ذرات باردار در سیم حامل جریان یا… ساطع می‌شوند.
برخی از مواد باعث جذب امواج الکترومغناطیسی و جلوگیری از آن برای رسیدن به گیرنده می‌شود. در موارد دیگر به خصوص با فلز یا مواد رسانا انعکاس رخ می‌دهد. این می‌تواند باعث مناطق مرده که در آن هیچ دریافتی در دسترس نیست. آلومینیوم فویل عایق حرارتی در خانه‌های مدرن به راحتی می‌تواند کاهش سیگنال‌های تلفن همراه داخل سالن با 10 dB است که اغلب منجر به شکایت در مورد پذیرش بد از راه دور روستایی سیگنال همراه است.

#### چند محو
در چند محو شدن دو یا چند راه مختلف گرفته شده توسط این سیگنال با توجه به بازتاب می‌تواند سیگنال برای لغو کردن در مکان‌های خاص یا قوی تر شدن در مکان‌های دیگر (upfade).

#### مخفی، گره مشکل
این پنهان گره مشکل رخ می‌دهد در برخی از انواع شبکه زمانی که یک گره قابل مشاهده است که از یک wireless access point (AP) باشد اما نه از گره‌های دیگر برقراری ارتباط با AP. این منجر به مشکلات در رسانه‌های کنترل دسترسی است.

#### مشترک منابع مشکل
بی‌سیم طیف ای است که منابع محدود دارد و به اشتراک گذاشته شده است و توسط تمام گره‌ها در محدوده خود فرستنده است. پهنای باند تخصیص با کاربران مختلف پیچیده می‌شود. اغلب کاربران در حال آگاه شدن اند که آگهی شماره (به عنوان مثال برای IEEE 802.11 تجهیزات یا LTE networks) نیست و ظرفیت خود را، اما با تمام کاربران دیگر و در نتیجه فرد کاربر رأی به مراتب پایین‌تر است. با افزایش تقاضا این ظرفیت بحران است و بیشتر و بیشتر به احتمال زیاد رخ می‌دهد. کاربر-in-the-loop (کرده) ممکن است راه حل‌های جایگزین به روزرسانی به فناوری‌های جدیدتر برای بیش از تأمیناست.

### ظرفیت

#### کانال

درک SISO با سیم‌های MISO و MIMO. با استفاده از چند آنتن و انتقال در فرکانس‌های مختلف کانال می‌تواند به کاهش و محو می‌شود و می‌تواند تا حد زیادی افزایش ظرفیت سیستم.

قضیه شانون می‌تواند توصیف حداکثر نرخ داده‌ها از هر یک لینک بی‌سیم که مربوط به پهنای باند هرتز و به سر و صدا در کانال باشد.
یکی می‌تواند تا حد زیادی افزایش ظرفیت کانال با استفاده از مایمو تکنیک‌هایی که در آن چندین آنتن یا چند فرکانس می‌تواند از مسیرهای چندگانه به گیرنده بهره‌برداری شود برای رسیدن به حد توان بالاتر – توسط یک عامل از این محصول از فرکانس و هوایی تنوع در هر پایان است.
تحت لینوکس مرکزی نظارتی دامنه (CRDA) کنترل تنظیم کانال اختصاص یافته است.

#### شبکه
کل شبکه به پهنای باند بستگی دارد که چگونه پاشنده متوسط است (ساختمان متوسط به‌طور کلی بهتر است کل پهنای باند به دلیل آن که حداقل تداخل را داراست) چگونه بسیاری از فرکانس‌های در دسترس هستند چگونه این فرکانس پر سر و صدا هستند چگونه بسیاری از آنتن استفاده می‌شود و این که آیا یک جهت آنتن در حال استفاده است …
تلفن همراه شبکه‌های بی‌سیم به‌طور کلی باید ظرفیت‌های خود را به دلیل استفاده از جهت آنتن و توانایی خود با استفاده مجدد از کانال‌های رادیویی در غیر سلول‌های مجاور و علاوه بر این سلول‌ها را می‌توان بسیار کوچک با استفاده از فرستنده‌های کم قدرت این است که در شهرستان‌ها به ظرفیت شبکه در مقیاس خطی با تراکم جمعیت است.

## ایمنی
نقاط دسترسی بی‌سیم نیز اغلب نزدیک به انسان است اما رها کردن قدرت از راه دور است که به سرعت پس از قانون مربع معکوس.
موقعیت بریتانیا' آژانس حفاظت بهداشت (HPA) است که "... فرکانس رادیویی (RF) قرار گرفتن در معرض از WiFi به احتمال زیاد کمتر از کسانی که از گوشی‌های تلفن همراه استفاده نمی‌کند ." آن را نیز دیدم "... بدون هیچ دلیل که چرا مدارس و دیگران باید با استفاده از WiFi و تجهیزات است." در اکتبر 2007 HPA راه اندازی جدید "سیستماتیک" مطالعه اثرات شبکه‌های وای فای از طرف دولت انگلستان به منظور آرام کردن ترس است که تا به حال به نظر می‌رسد در رسانه‌ها در دوره اخیر تا آن زمان". مایکل کلارک از HPA می‌گوید: تحقیقات منتشر شده در گوشی‌های تلفن همراه و دکل اضافه نمی‌کند مگر به کیفرخواست از WiFi.